# Hessischer Verwaltungsgerichtshof

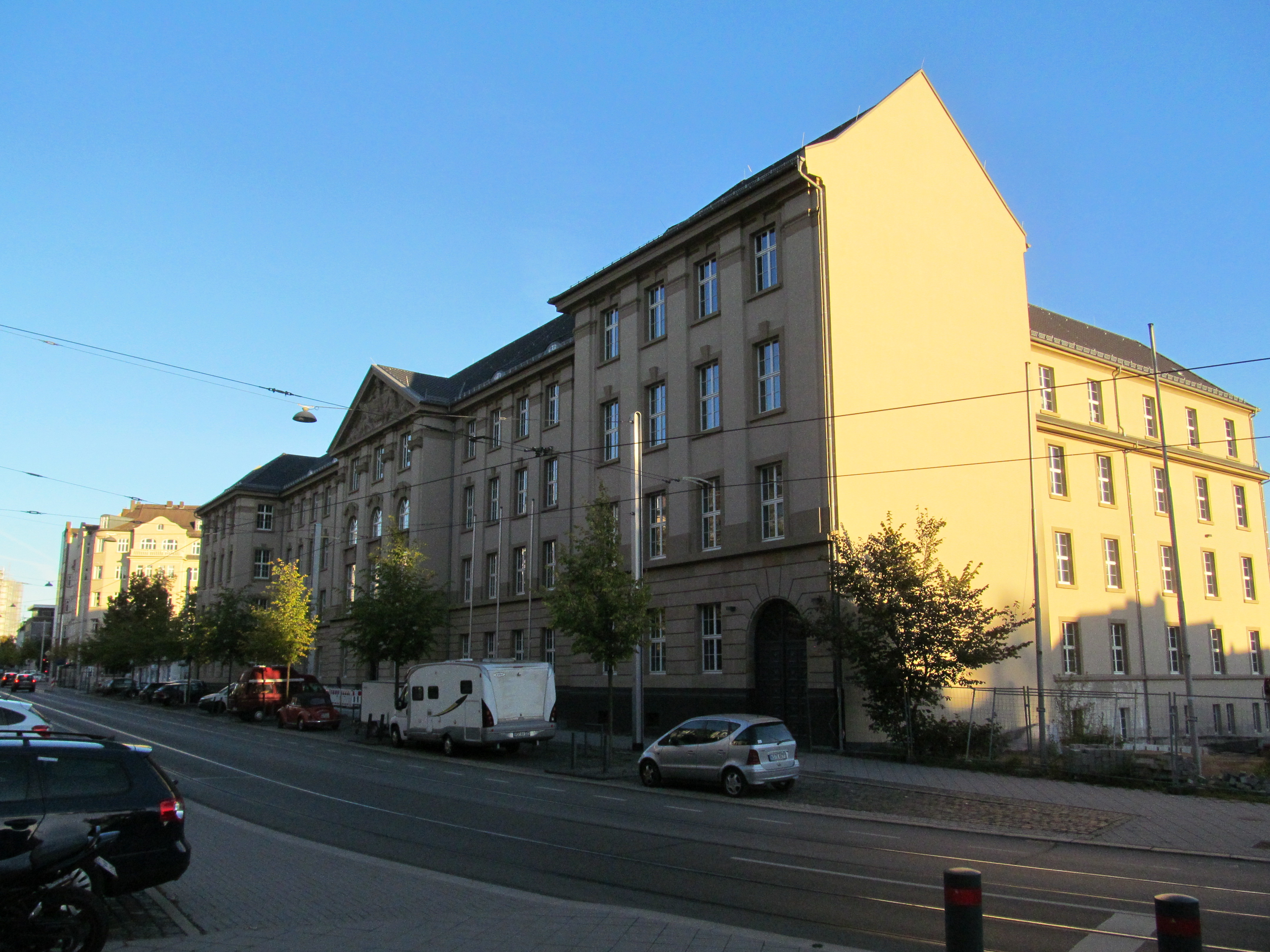
Hessischer Verwaltungsgerichtshof im Fachgerichtszentrum

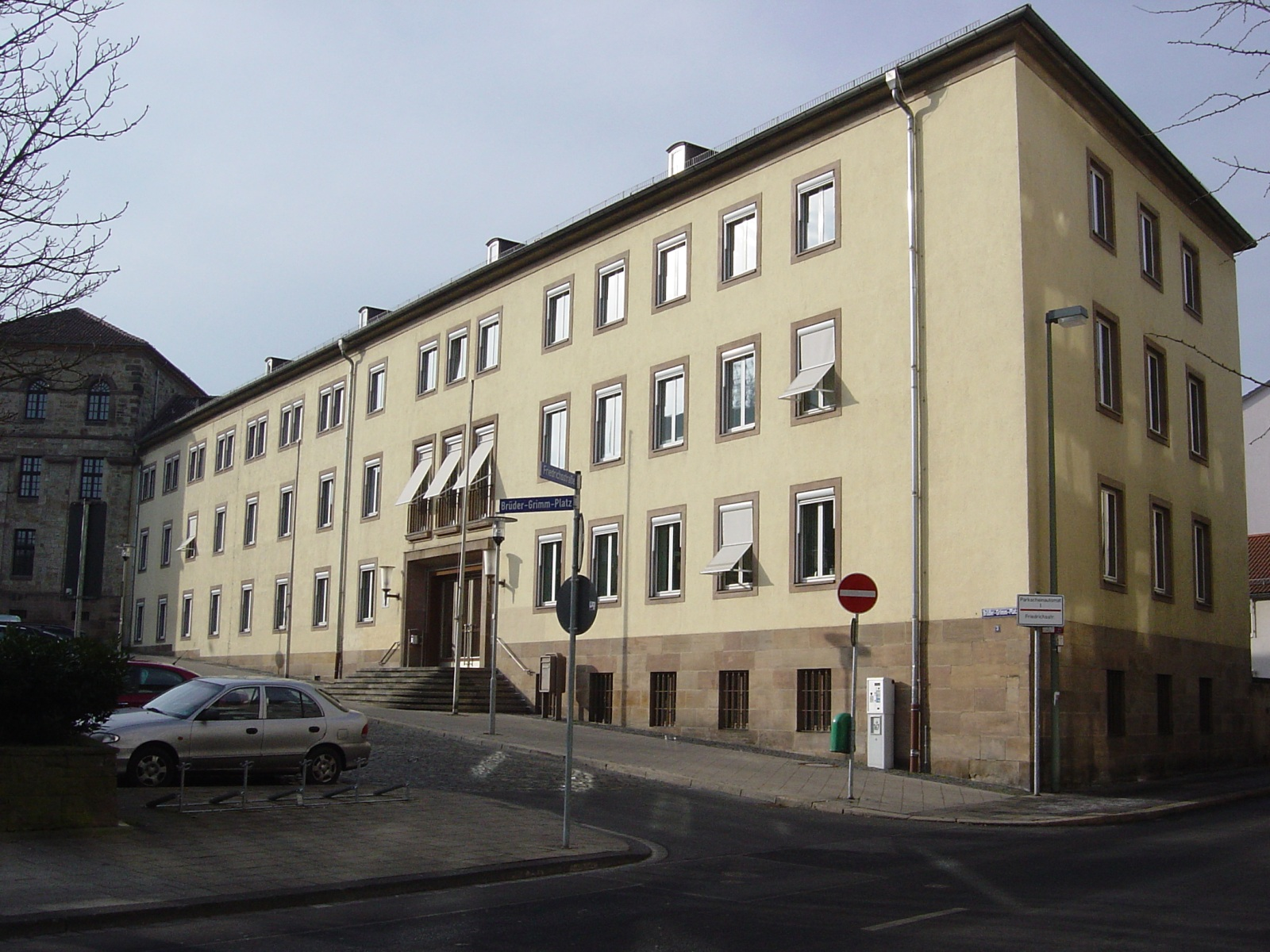
Hessischer Verwaltungsgerichtshof (bis 2018)

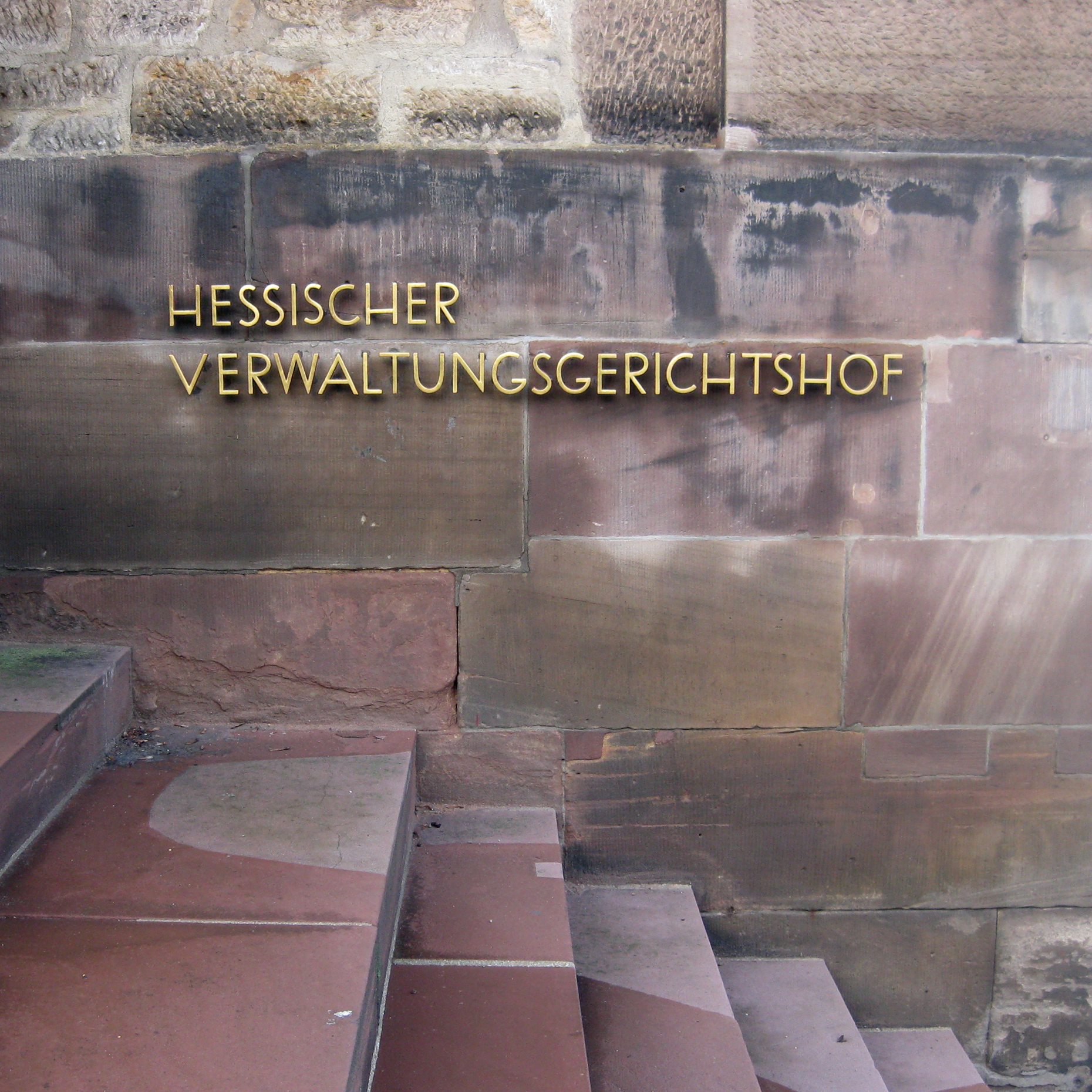
Schriftzug am Eingang des alten Gebäudes

Der Hessische Verwaltungsgerichtshof (kurz: Hess. VGH) in Kassel ist das Oberverwaltungsgericht (OVG) der Verwaltungsgerichtsbarkeit in Hessen.
Der Hessische Verwaltungsgerichtshof besteht aus elf Senaten sowie sieben weiteren Fachsenaten (z. B. Disziplinarhof, Flurbereinigungssenat). Er entscheidet über Berufungen und Anträge auf Zulassung der Berufung gegen Urteile und Gerichtsbescheide der hessischen Verwaltungsgerichte, über Beschwerden gegen Entscheidungen der Verwaltungsgerichte in Verfahren des vorläufigen Rechtsschutzes, über verwaltungsgerichtliche Normenkontrollen (Überprüfung von Rechtsvorschriften unterhalb von Gesetzen) und als erstinstanzliches Gericht in Großverfahren (z. B. Flughafen Frankfurt Main) und anderen wichtigen Verfahren.

## Gerichtssitz und -bezirk
Bis Oktober 2018 hatte der Hessische Verwaltungsgerichtshof seinen Sitz am Brüder-Grimm-Platz in Kassel. Teil des Gerichtsgebäudes war das historische Torwache-Gebäude an der Wilhelmshöher Allee, einem zeitweiligen Wohnsitz der Brüder Grimm (von 1814 bis 1822), von 1868 bis 1943 (Zerstörung durch Bomben) war es ein Dienstgebäude des Oberpräsidenten der preußischen Provinz Hessen-Nassau. Seit November 2018 ist der Sitz am Fachgerichtszentrum Goethestraße im Stadtteil Vorderer Westen zusammen mit dem (erstinstanzlichen) Verwaltungsgericht Kassel.
Der Gerichtsbezirk umfasst das Gebiet des Landes Hessen.

## Instanzenzug
Der Verwaltungsgerichtshof ist – soweit er über hessisches Landesrecht entscheidet – letzte Instanz, sonst ist – von einigen Ausnahmen abgesehen – der Rechtszug zu dem Bundesverwaltungsgericht gegeben.
Der Präsident des Verwaltungsgerichtshofs ist – von Ausnahmen abgesehen – Dienstaufsichtsbehörde für die nichtrichterlichen Beschäftigten des Verwaltungsgerichtshofs und die der erstinstanzlichen hessischen Verwaltungsgerichte – Darmstadt, Frankfurt am Main, Gießen, Kassel und Wiesbaden.

## Geschichte
Das Land Hessen entstand nach dem Kriegsende 1945 aus den (erst 1944 neu) gebildeten preußischen Provinzen Kurhessen und Nassau und dem Volksstaat Hessen. Für Preußen war das Preußische Oberverwaltungsgericht die oberste Instanz in Verwaltungsrechtssachen, für Hessen-Darmstadt der Verwaltungsgerichtshof Darmstadt. Bei der Schaffung eines Oberverwaltungsgerichtes für das neue Land Hessen orientierte man sich am Namen des Darmstädter Gerichtes (Verwaltungsgerichtshof), Sitz des Gerichts wurde allerdings Kassel. In der Zeit des Nationalsozialismus war die Verwaltungsgerichtsbarkeit zunächst ausgehöhlt und 1944 ganz aufgelöst worden. Nach dem Zweiten Weltkrieg hatte der Alliierte Kontrollrat mit dem Kontrollratsgesetz 36 im Oktober 1946 die Wiedereinführung der Verwaltungsgerichtsbarkeit gesetzlich angeordnet. Hessen erließ auf Grund des § 139 des Gesetzes über die Verwaltungsgerichtsbarkeit die Erste Verordnung zur Ausführung des Gesetzes über die Verwaltungsgerichtsbarkeit, nach der neben dem Verwaltungsgerichtshof für das Land Hessen drei (erstinstanzliche) Verwaltungsgerichte für die jeweiligen Regierungsbezirke Darmstadt, Kassel und Wiesbaden errichtet wurden (Inkrafttreten der Verordnung am 31. Mai 1947). Mit einer Feierstunde, bei der auch der hessische Innenminister Heinrich Zinnkann (das Innenministerium war damals für die Verwaltungsgerichtsbarkeit zuständig gewesen) und der Chef der Staatskanzlei, Staatssekretär Hermann Brill (Festrede zur Eröffnung: Freiheit durch Recht) anwesend waren, wurde der (neue) Verwaltungsgerichtshof für das Land Hessen am 21. Juni 1947 eröffnet. Er bestand aus zwei hauptberuflichen Oberverwaltungsgerichtsräten und vier Oberlandesgerichtsräten, die nebenamtlich im Verwaltungsgerichtshof Recht sprachen. Zum 1. Oktober 1951 wurde ein zweiter Senat eingerichtet. 1953 wurde die Zahl der hauptamtlichen Richter auf acht erhöht. 1954 kam der 3., 1958 der 4., 1964 der 5., 1968 der 6., 1972 der 7., 1977 der 8., 1990 der 9. 1981 der 10., 1982 der 11., 1987 der 12. und 1988 der 13. Senat hinzu. Bis 1962 waren nur hauptberufliche Richter am VGH beschäftigt. Das Hessische Gesetz zur Ausführung der Verwaltungsgerichtsordnung änderte den Namen des Gerichtshofs in Hessischer Verwaltungsgerichtshof. Seit 1963 wurden die Spruchkörper um ehrenamtliche Richter ergänzt, die von den Kreistagen und Stadtverordnetenversammlungen gewählt werden. 1962 waren dies 90, 1986 bereits 214.

## Leitung
- 1947–1950 Gerhard Müller
- 1950–1958 Ernst Bardenhewer
- 1958–1964 Alfred Petzold
- 1964–1966 Erich Görner
- 1967–1969 Volkmar Borbein
- 1969–1982 Karl-Heinz Nieders
- 1982–1986 Richard Reuber
- 1986–1996 Ottmar Friedrich
- 1996–2002 Bernhard Heitsch[9]
- 2002–2010 Wolfgang Reimers[10]
- 2010–2016 Karl-Hans Rothaug
- seit 2016 Dirk Schönstädt